# Empennage en T
 (février 2024).
Si vous disposez d'ouvrages ou d'articles de référence ou si vous connaissez des sites web de qualité traitant du thème abordé ici, merci de compléter l'article en donnant les références utiles à sa vérifiabilité et en les liant à la section « Notes et références ».

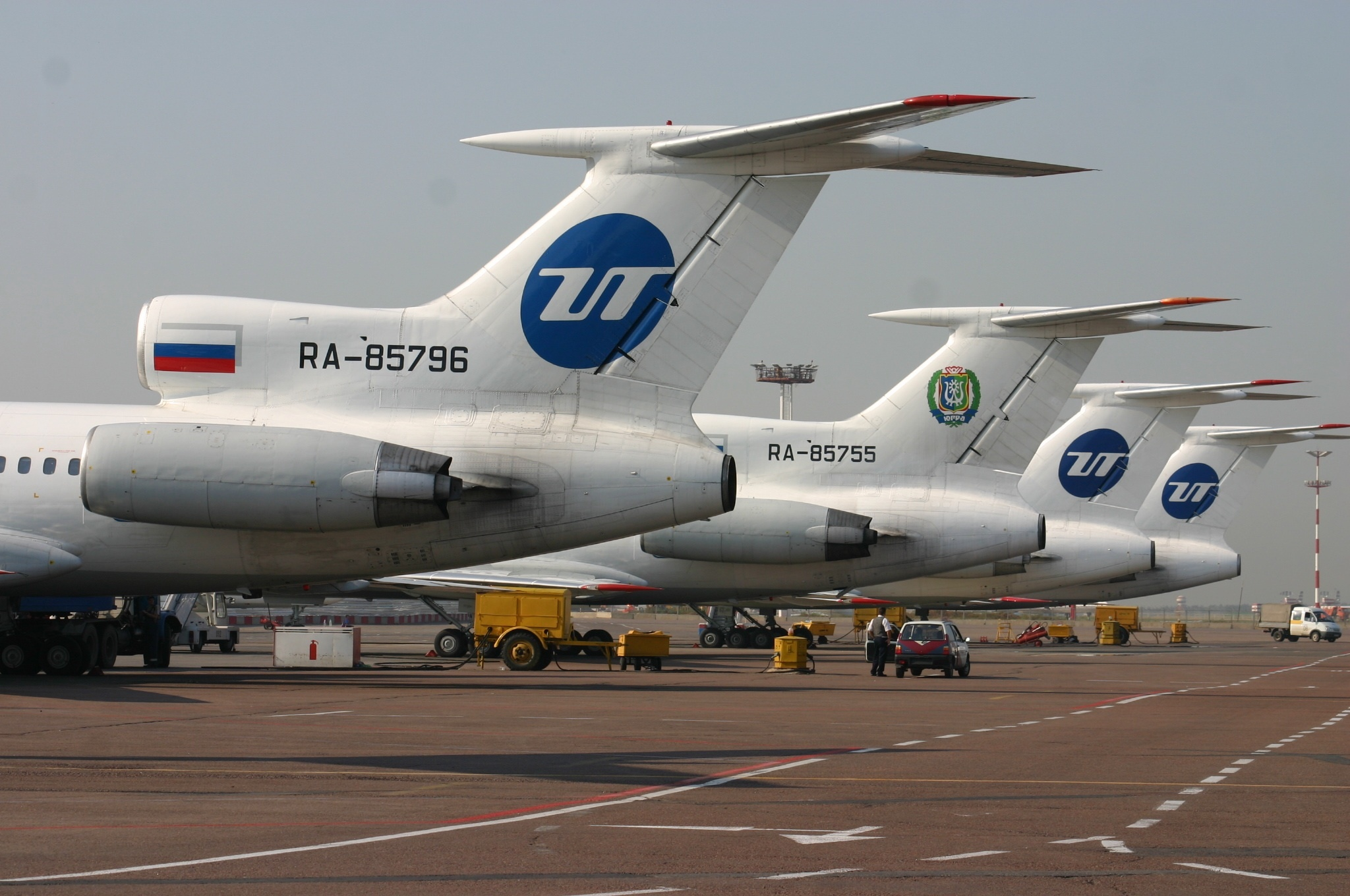
Queues de Tupolev Tu-154.

Un empennage en T est un type d'empennage d'un aéronef dans laquelle le stabilisateur horizontal est installé au sommet de la dérive, par opposition au classique empennage cruciforme, fixé directement sur le fuselage. 

## Avantages et inconvénients

### Aérodynamique
La configuration en T a pour avantage de limiter l'influence de la voilure sur l'empennage : déflexion de l'écoulement, turbulences, etc.
Aux très grands angles d'incidence, le plan horizontal peut se retrouver dans le sillage aérodynamique des ailes. Pour certains avions, cela entraîne une situation de « super-décrochage » (Deep Stall) dont il est impossible de sortir, conduisant à une perte de contrôle. De nombreux accidents ont été provoqués par ce phénomène.
À efficacité égale, il nécessite moins de surface, car la distance avec le centre de gravité est légèrement augmentée sans avoir à allonger le fuselage. Il permet également de gagner en stabilité et en trainée.
Il ne faut pas oublier que la profondeur est déporteuse : elle est moins soumise aux interactions entre ailes et fuselage (sauf dans le cas de deep stall, car l'empennage risque d'être masqué par la voilure décrochée et ce type de décrochage « hyperstable » ne permet plus de rétablir l'appareil).

L'empennage en T réduit la traînée d'interférence en diminuant le nombre d'angles plus ou moins droits entre les différentes surfaces (ces angles droits étant générateurs de turbulences aérodynamiques, malgré le soin apporté à la réalisation des profilages). 
L'empennage classique possède 6 angles générateurs de trainée : 2 angles à la base de la dérive, ainsi que 2 à la racine de chaque plan fixe horizontal. L'empennage en T n'a que 4 angles : 2 à la base de la dérive et 2 au sommet, où s'attache le plan fixe. L'empennage papillon (empennage en V, comme le Fouga CM-170 Magister), quant à lui, possède 4 angles. Cela explique le succès de ce genre d'empennage dans les années 1960, malgré certains problèmes de sortie de vrille.
Sur un avion conventionnel, le poids de l'avion s'applique sur le centre de gravité, mais la résultante aérodynamique de l'aile, elle, s'applique sur le centre de poussée. Ce centre de poussée est situé en arrière du centre de gravité. Ces deux forces ne s'appliquant pas au même endroit, elles créent un couple piqueur qui à tendance à faire basculer l'aile par l'avant en permanence. Afin d'empêcher cela, on positionne une petite aile à l'arrière de l'avion, chargée de créer une portance orientée vers le bas (une déportance en quelque sorte) qui va équilibrer ce couple et stabiliser l'avion. Cette petite aile s'appelle « empennage horizontal ». La « dé-portance » permanente créée peut être plus ou moins grande, selon que l'on braque plus ou moins la gouverne de profondeur. En se braquant, cette gouverne va modifier le profil de l'empennage horizontal afin de faire varier la « dé-portance » créée. L'inconvénient principal est que la structure de l'empennage vertical est alourdie.

### Charges structurales
L’empennage vertical doit supporter et transmettre les charges mécaniques provenant de l’empennage horizontal.

## Liste (non exhaustive) d'avions à empennage en T
- Airbus A400M Atlas.
- Antonov An-148.
- ATR 42 et 72.
- Bae 146 et Avro RJ.
- Tous les jets d'affaire de Bombardier : Bombardier Challenger 600, Bombardier Global Express etc.
- Boeing 727, premier avion de ligne à empennage en T[2].
- Bombardier Canadair Regional Jet.
- Bombardier Q Series
- Une partie des Cessna Citation
- Dassault Falcon 10X.
- Douglas DC-9 et ses dérivés : Famille  McDonnell Douglas MD-80, Boeing 717.
- Tous les avions d'affaires de Gulfstream Aerospace.
- Handley Page Victor.
- Iliouchine Il-62
- Lockheed C-141 Starlifter.
- Lockheed C-5 Galaxy.
- McDonnell Douglas C-17 Globemaster III.
- Piaggio P180 Avanti.
- Tupolev Tu-154.
- Vickers VC-10.
- Famille McDonnell Douglas MD-90
- Iliouchine Il-76 (Ilyushin il-76)
- Fokker F-100
- Fokker F-28
- Tupolev Tu-134D
- Tupolev Tu-164
- Tupolev Tu-155 (Version modifié du Tupolev Tu-154-B)
- Tupolev Tu-334 (Avion annulé en 2009 alors qu'ancun exemplaire a été vendu)
- Skylark DV1 ((Dova aircraft, Czech Republic)

L'empennage en T est généralisé sur la plupart des planeurs modernes, par exemple ceux de Rolladen-Schneider Flugzeugbau et de Schempp-Hirth. En cas d'atterrissage dans un champ, il évite d'éventuels dommages causés à l'empennage horizontal par les cultures.